# Disco (album de Kylie Minogue)
Pour les articles homonymes, voir Disco (homonymie).
Albums de Kylie Minogue
Golden
(2018) Tension
(2023)
Singles
1. Say Something
Sortie : 23 juillet 2020
2. Magic
Sortie : 24 septembre 2020
3. Real Groove
Sortie : 31 décembre 2020

Disco est le quinzième album studio de la chanteuse australienne Kylie Minogue, sorti le 6 novembre 2020.
Il s'est classé directement en tête des ventes en Australie et au Royaume-Uni.

## Liste des pistes
| Édition standard | Édition standard      | Édition standard                                                                   | Édition standard                              | Édition standard | Édition standard | Édition standard | Édition standard | Édition standard | Édition standard |
| No               | Titre                 | Auteur                                                                             | Producteur(s)                                 | Durée            |                  |                  |                  |                  |                  |
| ---------------- | --------------------- | ---------------------------------------------------------------------------------- | --------------------------------------------- | ---------------- | ---------------- | ---------------- | ---------------- | ---------------- | ---------------- |
| 1.               | Magic                 | - Kylie Minogue - Teemu Brunila - Daniel Davidsen - Peter Wallevik - Michelle Buzz | PhD                                           | 4:10             |                  |                  |                  |                  |                  |
| 2.               | Miss a Thing          | - Minogue - Brunila - Nico Stadi - Ally Ahern                                      | - Brunila - Stadi                             | 3:56             |                  |                  |                  |                  |                  |
| 3.               | Real Groove           | - Minogue - Brunila - Stadi - Alida Gaprestad                                      | - Brunila - Stadi                             | 3:14             |                  |                  |                  |                  |                  |
| 4.               | Monday Blues          | - Minogue - Sky Adams - Maegan Cottone - Danny Shah - Linslee Campbell             | Adams                                         | 3:09             |                  |                  |                  |                  |                  |
| 5.               | Supernova             | - Minogue - Adams - Cottone                                                        | Adams                                         | 3:17             |                  |                  |                  |                  |                  |
| 6.               | Say Something         | - Minogue - Richard "Biff" Stannard - Jon Green - Ash Howes                        | - Green - Stannard - Duck Blackwell - Minogue | 3:32             |                  |                  |                  |                  |                  |
| 7.               | Last Chance           | - Minogue - Adams - Cottone                                                        | Adams                                         | 3:03             |                  |                  |                  |                  |                  |
| 8.               | I Love It             | - Minogue - Stannard - Blackwell                                                   | - Stannard - Blackwell - Minogue              | 3:50             |                  |                  |                  |                  |                  |
| 9.               | Where Does the DJ Go? | - Minogue - Adams - Shah - Kiris Houston                                           | - Adams - Houston                             | 3:01             |                  |                  |                  |                  |                  |
| 10.              | Dance Floor Darling   | - Minogue - Adams - Cottone - Campbell                                             | Adams                                         | 3:12             |                  |                  |                  |                  |                  |
| 11.              | Unstoppable           | - Minogue - Fiona Bevan - Troy Miller                                              | Miller                                        | 3:34             |                  |                  |                  |                  |                  |
| 12.              | Celebrate You         | - Minogue - Adams - Shah - Cottone                                                 | Adams                                         | 3:41             |                  |                  |                  |                  |                  |
| 41:29            |                       |                                                                                    |                                               |                  |                  |                  |                  |                  |                  |

| Titres bonus de l'édition Deluxe et japonaise, | Titres bonus de l'édition Deluxe et japonaise, | Titres bonus de l'édition Deluxe et japonaise, | Titres bonus de l'édition Deluxe et japonaise, | Titres bonus de l'édition Deluxe et japonaise, | Titres bonus de l'édition Deluxe et japonaise, | Titres bonus de l'édition Deluxe et japonaise, | Titres bonus de l'édition Deluxe et japonaise, | Titres bonus de l'édition Deluxe et japonaise, | Titres bonus de l'édition Deluxe et japonaise, |
| No                                             | Titre                                          | Auteur                                         | Producteur(s)                                  | Durée                                          |                                                |                                                |                                                |                                                |                                                |
| ---------------------------------------------- | ---------------------------------------------- | ---------------------------------------------- | ---------------------------------------------- | ---------------------------------------------- | ---------------------------------------------- | ---------------------------------------------- | ---------------------------------------------- | ---------------------------------------------- | ---------------------------------------------- |
| 13.                                            | Till You Love Somebody                         | - Minogue - Adams - Brunila - Campbell         | - Adams - Campbell                             | 3:02                                           |                                                |                                                |                                                |                                                |                                                |
| 14.                                            | Fine Wine                                      | - Minogue - Adams - Cottone                    | Adams                                          | 2:44                                           |                                                |                                                |                                                |                                                |                                                |
| 15.                                            | Hey Lonely                                     | - Minogue - Adams - Cottone                    | Adams                                          | 3:28                                           |                                                |                                                |                                                |                                                |                                                |
| 16.                                            | Spotlight                                      | - Minogue - Adams - Shah - Houston             | - Adams - Houston                              | 2:44                                           |                                                |                                                |                                                |                                                |                                                |
| 53:25                                          |                                                |                                                |                                                |                                                |                                                |                                                |                                                |                                                |                                                |

| Titres bonus de l'édition japonaise uniquement | Titres bonus de l'édition japonaise uniquement | Titres bonus de l'édition japonaise uniquement | Titres bonus de l'édition japonaise uniquement | Titres bonus de l'édition japonaise uniquement | Titres bonus de l'édition japonaise uniquement | Titres bonus de l'édition japonaise uniquement | Titres bonus de l'édition japonaise uniquement | Titres bonus de l'édition japonaise uniquement | Titres bonus de l'édition japonaise uniquement |
| No                                             | Titre                                          | Auteur                                         | Producteur(s)                                  | Durée                                          |                                                |                                                |                                                |                                                |                                                |
| ---------------------------------------------- | ---------------------------------------------- | ---------------------------------------------- | ---------------------------------------------- | ---------------------------------------------- | ---------------------------------------------- | ---------------------------------------------- | ---------------------------------------------- | ---------------------------------------------- | ---------------------------------------------- |
| 17.                                            | Say Something (F9 Remix)                       | - Minogue - Green - Howes - Stannard           | - Green - Stannard - Blackwell - F9            | 3:38                                           |                                                |                                                |                                                |                                                |                                                |
| 18.                                            | Say Something (Syn Cole Remix)                 | - Minogue - Green - Howes - Stannard           | - Green - Stannard - Blackwell - Syn Cole      | 3:00                                           |                                                |                                                |                                                |                                                |                                                |
| 60:26                                          |                                                |                                                |                                                |                                                |                                                |                                                |                                                |                                                |                                                |

| Titres bonus de l'édition numérique Super Deluxe | Titres bonus de l'édition numérique Super Deluxe | Titres bonus de l'édition numérique Super Deluxe | Titres bonus de l'édition numérique Super Deluxe | Titres bonus de l'édition numérique Super Deluxe | Titres bonus de l'édition numérique Super Deluxe | Titres bonus de l'édition numérique Super Deluxe | Titres bonus de l'édition numérique Super Deluxe | Titres bonus de l'édition numérique Super Deluxe | Titres bonus de l'édition numérique Super Deluxe |
| No                                               | Titre                                            | Auteur                                           | Producteur(s)                                    | Durée                                            |                                                  |                                                  |                                                  |                                                  |                                                  |
| ------------------------------------------------ | ------------------------------------------------ | ------------------------------------------------ | ------------------------------------------------ | ------------------------------------------------ | ------------------------------------------------ | ------------------------------------------------ | ------------------------------------------------ | ------------------------------------------------ | ------------------------------------------------ |
| 17.                                              | Say Something (Basement Jaxx Remix)              | - Minogue - Green - Howes - Stannard             | - Green - Stannard - Blackwell - Basement Jaxx   | 5:30                                             |                                                  |                                                  |                                                  |                                                  |                                                  |
| 18.                                              | Say Something (Syn Cole Remix)                   | - Minogue - Green - Howes - Stannard             | - Green - Stannard - Blackwell - Syn Cole        | 3:00                                             |                                                  |                                                  |                                                  |                                                  |                                                  |
| 19.                                              | Magic (Purple Disco Machine Remix)               | - Minogue - Brunila - Davidsen - Wallevik - Buzz | - PhD - Purple Disco Machine                     | 3:36                                             |                                                  |                                                  |                                                  |                                                  |                                                  |
| 20.                                              | Magic (Nick Reach Up Remix)                      | - Minogue - Brunila - Davidsen - Wallevik - Buzz | - PhD - Nick Reach Up                            | 3:11                                             |                                                  |                                                  |                                                  |                                                  |                                                  |
| 68:42                                            |                                                  |                                                  |                                                  |                                                  |                                                  |                                                  |                                                  |                                                  |                                                  |

## Classements hebdomadaires
| Classement (2020)                        | Meilleure position |
| ---------------------------------------- | ------------------ |
| Allemagne (Media Control AG)             | 3                  |
| Australie (ARIA)                         | 1                  |
| Autriche (Ö3 Austria Top 40)             | 7                  |
| Belgique (Flandre Ultratop)              | 6                  |
| Belgique (Wallonie Ultratop)             | 10                 |
| Canada (Canadian Albums Chart)           | 17                 |
| Écosse (OCC)                             | 1                  |
| Espagne (Promusicae)                     | 8                  |
| États-Unis (Billboard 200)               | 26                 |
| États-Unis (Top Dance/Electronic Albums) | 1                  |
| Finlande (Suomen virallinen lista)       | 17                 |
| France (SNEP)                            | 8                  |
| Irlande (OCC)                            | 4                  |
| Italie (FIMI)                            | 29                 |
| Nouvelle-Zélande (RIANZ)                 | 9                  |
| Pays-Bas (Mega Album Top 100)            | 11                 |
| Portugal (AFP)                           | 15                 |
| Royaume-Uni (UK Albums Chart)            | 1                  |
| Suède (Sverigetopplistan)                | 15                 |
| Suisse (Schweizer Hitparade)             | 4                  |

## Certifications
| Pays              | Certifications | Unités certifiées |
| ----------------- | -------------- | ----------------- |
| Royaume-Uni (BPI) | Or             | 100 000           |